# Immobilier d'entreprise
 (avril 2008).
 (février 2010).
 (août 2025).
L’immobilier d’entreprise est le marché immobilier qui désigne l’ensemble des activités liées à l’achat, la vente, la location, la gestion et la valorisation des biens immobiliers à usage professionnel. Il s’agit d’un secteur stratégique qui regroupe les bureaux, commerces, entrepôts logistiques, locaux industriels, terrains d’activités, mais aussi les nouvelles formes d’espaces comme les tiers-lieux ou coworking. En France, il représente un pan essentiel de l’économie, étroitement lié aux dynamiques territoriales, financières et environnementales.
C'est également un type de diplôme universitaire comme le diplôme d’université « DESUP immobilier d'entreprise » de Paris I ou professionnel comme les formations spécialisées de plusieurs écoles privées.

## Définition et périmètre de l’immobilier d’entreprise
L’immobilier d’entreprise se distingue de l’immobilier résidentiel par sa finalité : accueillir des activités professionnelles. Il comprend plusieurs catégories :
- Les bureaux : pour les services, professions libérales, entreprises de toutes tailles ;
- Les locaux d’activité ou industriels : pour la production ou la transformation ;
- Les entrepôts : pour la logistique et la distribution ;
- Les commerces : points de vente physiques ;
- Les parkings privatifs ou partagés, intégrés dans des ensembles immobiliers ;
- Les terrains, destinés à l’aménagement de sites professionnels.

## Historique et évolution du secteur
L’immobilier d’entreprise a connu des transformations majeures au fil des décennies, en lien avec les mutations économiques, industrielles et territoriales. Ce secteur, longtemps limité à des besoins fonctionnels (abriter une activité, stocker des marchandises), s’est progressivement complexifié, financiarisé et professionnalisé. Il s’est également adapté aux enjeux contemporains : développement durable, attractivité urbaine, révolution numérique et transformation des modes de travail.

### 1945–1975: Croissance industrielle et aménagement du territoire
Après la Seconde Guerre mondiale, la reconstruction de l’économie française passe par une politique de planification forte. L’État met en œuvre une stratégie d’aménagement du territoire, avec la création de zones industrielles (ZI) à la périphérie des grandes villes, pour accueillir des entreprises industrielles, logistiques et artisanales.
À cette époque, l'immobilier d'entreprise est avant tout fonctionnel, lié à la production et à la distribution. L'État accompagne ces projets via des politiques foncières et fiscales incitatives.
1975–1995 : Tertiarisation et essor des bureaux
Avec la désindustrialisation progressive, la France connaît une tertiarisation de l’économie. Le besoin en bureaux explose, notamment dans les centres-villes et quartiers d’affaires comme La Défense à Paris. De grandes opérations immobilières structurent le paysage urbain.

C’est aussi l’époque de la montée en puissance des foncières (Unibail, Gecina, etc.) et des promoteurs spécialisés dans le tertiaire.
📈 Le stock de bureaux à Paris atteint environ 30 millions de m² dans les années 1990.
Parallèlement, les premières réflexions sur l’environnement de travail apparaissent : climatisation, modularité des plateaux, open spaces.
1995–2010 : Globalisation et financiarisation
L’immobilier d’entreprise devient un produit d’investissement international. L’arrivée des SCPI, des REITs (Real Estate Investment Trusts) et d’investisseurs institutionnels (fonds de pension, assureurs) transforme profondément le secteur.
Cette financiarisation s’accompagne d’un processus de spécialisation professionnelle (asset management, facility management, property management) et d’une régulation accrue.

### 2010–2020: Innovation, coworking et durabilité
Avec la montée du numérique, les nouvelles générations de travailleurs recherchent flexibilité, mobilité et convivialité. Le modèle du bureau traditionnel est remis en cause. Le coworking s’impose, mené par des géants comme WeWork, mais aussi des acteurs locaux et indépendants.
🧑‍💻 En 2020, plus de 2 500 espaces de coworking sont recensés en Europe, dont près de 800 en France.
Par ailleurs, les bâtiments intègrent progressivement les enjeux environnementaux (HQE, BREEAM), technologiques (BIM, smart buildings), et qualitatifs (lumière naturelle, végétalisation, qualité de l’air).
Depuis 2020 : Crise sanitaire et transformation accélérée
La pandémie de COVID-19 a marqué un tournant. Avec l’explosion du télétravail, la fonction du bureau évolue : il devient un lieu de lien social, de collaboration et d’identité d’entreprise, plus qu’un simple espace de production.
Conséquences :
- Hausse de la vacance dans les quartiers d’affaires traditionnels ;
- Réduction des surfaces occupées (déménagements, flex-office) ;
- Transformation des immeubles obsolètes en logements ou bâtiments mixtes.

De nouveaux formats apparaissent : bureaux opérés, bureaux à la demande, campus hybrides, etc.

## Les nouvelles tendances: coworking, logistique urbaine, durabilité
- Coworking et tiers-lieux : des espaces hybrides, souvent situés en centre-ville ou en zones périurbaines, destinés aux freelances, startups et télétravailleurs.
- Immobilier logistique : croissance fulgurante liée au e-commerce. La proximité des centres urbains devient clé.
- Immobilier durable : normes HQE, BREEAM, labels écoquartiers, et exigences ESG pour les investisseurs.

## Secteur professionnel
Ce secteur professionnel et commercial intègre l'industrie, la logistique, le commerce, l'immobilier des PME. Il est souvent intriqué avec les réseaux financiers.
Depuis l'après guerre et en raison de l'avènement du zoning et des zones d'activités dans l'aménagement du territoire, l'immobilier d'entreprise, tout comme les grand aménagements industriels, a fortement contribué de nouvelles divisions sociale de l'espace,.

## Profession par pays

### France
Il existe un BTS professions immobilières.

## Immobilier d'entreprise par pays

### France
Dans les années 2010/2020, on a vu émerger une vague de projets et installations de tiers lieux et espaces de coworking, en Île-de-France notamment.
En France, un Salon annuel de l’immobilier d’entreprise (Simi) se tient au palais des Congrès.